# The Tide
Cet article concerne le quotidien nigérian. Pour la marque de lessive américaine, voir Tide.
The Tide est un quotidien nigérian. C'est le journal publié dans l’État de Rivers le plus diffusé et l’un des principaux journaux du Nigeria. Détenu et financé par l’État, The Tide a été imprimé pour la première fois le 1er décembre 1971. Il possède une version numérique. 

## Feu
Le 20 juillet 2012, un incendie éclate dans le bâtiment principal de The Tide, endommageant des parties importantes de l'établissement, y compris le bureau du directeur général, l’unité de contrôle du crédit, le bureau d’administration et la salle du conseil. L’incendie ne provoque ni blessure ni décès, mais une grande partie de l’équipement et des documents du personnel de l’entreprise sont détruits. Selon une déclaration du directeur général, Celestine Ogolo, l’incendie a commencé vers 2 heures du matin et a rapidement envahi le dernier étage du bâtiment où est situé son bureau. Des espaces de travail temporaires sont ensuite mis à disposition du personnel dont les bureaux ont été touchés par l'incendie,. 